# So Cold
So Cold är en låt av bandet Breaking Benjamin. Låten finns med på albumet We Are Not Alone från 2004, som är Breaking Benjamins andra album.